# Povlja
Povlja  ist ein Fischer- und Bauerndorf mit 335 (Volkszählung 2021) Einwohnern im Nordosten der Insel Brač in Kroatien. Der Ort gehört zur Gemeinde Selca. Der Ort ist von vielen Buchten, wie Travna, Smokvica, Ticja luka, Tatinja umgeben. Povlja liegt ca. 5 km nördlich vom Fährhafen Sumartin, der Brač mit Makarska auf dem Festland verbindet.

## Sehenswürdigkeiten
Im Ort befindet sich eine altchristliche Basilika aus dem 5.–6. Jahrhundert, daneben ein mehrmals umgebautes Kastell.